# ТЕС Загра
32°40′45.6″ пн. ш. 12°52′42.2″ сх. д. / 32.679333° пн. ш. 12.878389° сх. д.
ТЕС Загра — теплова електростанція в Лівії, розташована за три десятки кілометрів на південний захід від Триполі в районі містечка Загра.
У 2017 році на тлі енергодефіциту в країні у столичний регіон доставили п'ять турбін компанії Siemens типу SGT-800 потужністю по 47 МВт, дві з яких призначались для ТЕС Триполі-Південь, а три змонтували на новій енергогенеруючій площадці у Захрі.